# S:t Olofs församling, Uppsala stift
S:t Olofs församling var en församling i Uppsala stift och i Sigtuna kommun i Stockholms län. Församlingen uppgick 2002 i Sigtuna församling.

## Administrativ historik
Församlingen har medeltida ursprung. På 1500-talet införlivades Sankt Nicolai församling.
Den 1 januari 1953 överfördes från S:t Olofs församling till Odensala församling Lövstaholmsområdet, med 49 invånare och omfattande en areal av 6,75 km², varav 6,74 km² land.
Församlingen uppgick den 1 januari 2002 i Sigtuna församling.

### Pastorat
- Medeltiden: Församlingen utgjorde ett eget pastorat.[2]
- Från medeltiden till 1 maj 1920: Annexförsamling i pastoratet Sigtuna, S:t Per och S:t Olof.[2]
- 1 maj 1920 till 1 januari 1962: Annexförsamling i pastoratet Sigtuna, S:t Per, S:t Olof, Haga och Vassunda.[2]
- 1 januari 1962 till 1 januari 2002: Annexförsamling i pastoratet Sigtuna, S:t Per, S:t Olof och Haga.[2]

## Areal
S:t Olofs församling omfattade den 1 januari 1952 en areal av 22,86 km², varav 22,84 km² land. Efter nymätningar och arealberäkningar färdiga den 1 januari 1955 omfattade församlingen den 1 januari 1961 en areal av 16,29 km², varav 16,29 km² land.

## Kyrkobyggnader
- Sankt Olofs kyrkoruin